# Forgács Antal (filmrendező)
Forgács Antal, 1910-ig Glancz Ármin (Szolnok, 1881. július 24. – Budakeszi, 1930. november 4.) filmrendező, producer, forgatókönyvíró, színész, a Gloria Filmgyár Rt. egyik vezetője. 

## Életpályája
Glancz Ignác (1850–1924) és Berger Záli fia. Budapesten végezte el Rákosi Szidi színiiskoláját, majd Pozsonyban lett színigazgató. 1912-ben lépett a filmrendezői pályára. Létrehozta a Magyar Korona Szkeccs- és Filmvállalatot, majd 1918-ban ebből alakult meg a Gloria Filmgyár és Filmkereskedelmi Rt. Számos szkeccsfilmet és játékfilmet rendezett. Halálát tüdőbaj okozta.
Házastársa Krasznay Aranka színésznő volt, akit 1910. szeptember 17-én Budapesten, a Józsefvárosban vett nőül.

## Filmjei

### Producer
- Attak (1914, szkeccs)
- Ha majd béke lesz (1916, szkeccs)
- A könnyelmű asszony (1916)
- Tatárjárás (1917)
- Jehova (1918)
- Leányvásár (1918)
- Luxemburg grófja (1918)
- Érdekházasság (1919)
- Szép Ilonka (1920)
- A színésznő (1920)
- A gyimesi vadvirág (1921)
- A cornevillei harangok (1921)
- Kutya van a kertben (1922, szkeccs)
- Luxemburg grófja (1922, szkeccs)
- A kis rongyos (1923)
- A három árva (1923)
- Holnap kezdődik az élet (1924)
- A cigány (1925)
- Az elhagyottak (1925)
- Az ördög mátkája (1926)
- Tatárjárás (1927, szkeccs)
- Mária nővér (1928–1929)

### Rendező
- Ha majd béke lesz (1916, szkeccs)
- Jehova (1918)
- Leányvásár (1918)
- Luxemburg grófja (1918)
- Érdekházasság (1919)
- Szép Ilonka (1920)
- A színésznő (1920)
- A gyimesi vadvirág (1921)
- A cornevillei harangok (1921)
- Kutya van a kertben (1922, szkeccs)
- Luxemburg grófja (1922, szkeccs)
- A kis rongyos (1923)
- A három árva (1923)
- Holnap kezdődik az élet (1924)
- A cigány (1925)
- Az elhagyottak (1925)
- Az ördög mátkája (1926)
- Tatárjárás (1927, szkeccs)
- Magdolna (1928) osztrák
- Mária nővér (1928–1929)

### Forgatókönyv
- Ha majd béke lesz (1916, szkeccs)
- A színésznő (1920)
- A három árva (1923)
- Holnap kezdődik az élet (1924)
- A cigány (1925)
- Az ördög mátkája (1926)

### Színész
- Attak (1914, szkeccs) – Tárnoki Ákos, huszárkapitány
- Ha majd béke lesz (1916, szkeccs) – huszárfőhadnagy
- A könnyelmű asszony (1916)